# El Español (1865-1868)
El Español fue un periódico publicado en Madrid entre 1865 y 1868, en las postrimerías del reinado de Isabel II.

## Historia
Editado en Madrid, fue impreso primeramente en la imprenta de Frías y Compañía; después en otras, sus últimos números lo hizo en la de E. Zafra y Compañía. Contaba con ejemplares de cuatro páginas de 0,517 x 0,380 m. De carácter diario, su primer número apareció el 6 de octubre de 1865 y cesó el 29 de septiembre de 1868, con la revolución. El periódico, que hacía gala de una ideología moderada, estuvo dirigido por Francisco Botella, y entre sus redactores se contaron nombres como los de Serafín Álvarez, Enrique Hernández, Enrique Márquez y Manuel Ossorio y Bernard.